# Lăpușnicu Mare
Lăpușnicu Mare è un comune della Romania di 1844 abitanti, ubicato nel distretto di Caraș-Severin, nella regione storica del Banato.
Il comune è formato dall'unione di 2 villaggi: Lăpușnicu Mare e Moceriș.
Lăpușnicu Mare ha dato i natali all'uomo politico Eftimie Gherman (1894-1980).